# Laurent Pakihivatau
Pour les articles homonymes, voir Pakihivatau.
Pas d'image ? Cliquez ici

a Compétitions nationales et continentales officielles uniquement.

Dernière mise à jour le 15 avril 2022.
Laurent Pakihivatau, né le 9 novembre 1973 à La Foa, est un joueur français de rugby à XV qui évolue au poste de pilier.

## Biographie
Il évolue au FC Grenoble en Top 16 de 1997 à 2000 et dispute une demi-finale de championnat de France en 1998-1999 et s'incline à quatre minutes de la fin du match contre l'AS Montferrand.
Il participe l'année suivante à la Coupe d'Europe où Grenoble sera la seule équipe à battre les Anglais des Northampton Saints, futurs vainqueurs de l’épreuve.
Il joue ensuite pour le CA Brive, le Lyon OU et enfin l'US bressane.
Il est le père d'Enzo Pakihivatau et l'oncle de Toki Pilioko, également joueur de rugby à XV.
En 2016, il participe au film Mercenaire de Sacha Wolff où Soane, jeune rugbyman, membre de la communauté wallisienne de Nouvelle-Calédonie, brave l'autorité de son père violent pour partir jouer en métropole.
En 2019, Laurent Pakihivatau est devenu le co-entraîneur du Cercle sportif Villefranche-sur-Saône rugby. En avril 2020, Bertrand Nogier et Laurent Pakihivatau devraient laisser leur place à Sébastien Bouillot et Manu Stival.

## Palmarès
- En championnat de France :
  - Demi-finaliste en 1999 avec le FC Grenoble